# Natuurbranden in Rusland

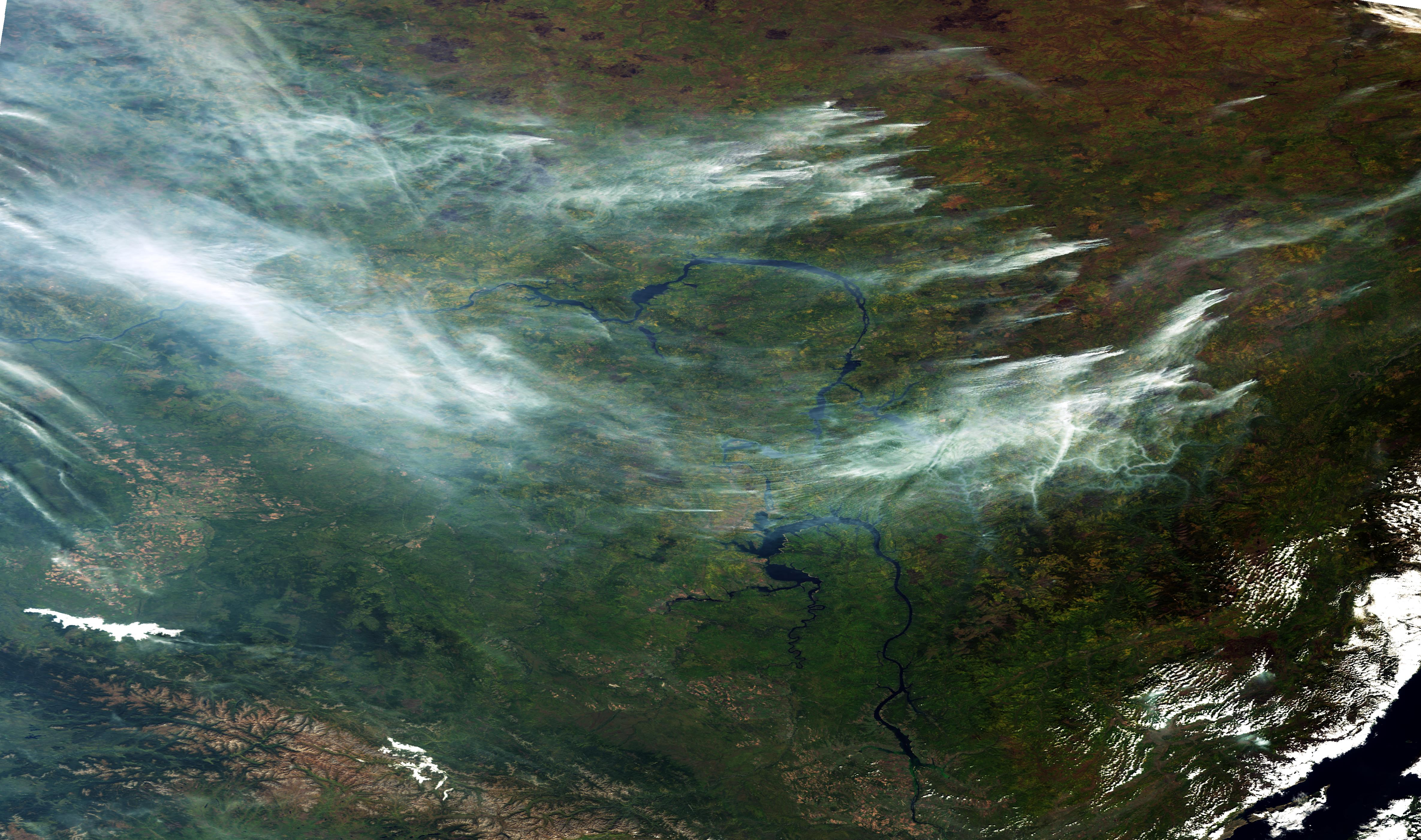
Satellietfoto van rookpluimen uit een reeks branden, NW van het Baikalmeer (Sentinel Copernicus-satelliet 3A), 14 september 2016,

Natuurbranden in Rusland zijn vanwege de enorme uitgestrektheid van het grondgebied, en het reusachtige bosareaal, vooral in Siberië, een vaak voorkomend fenomeen. De meeste zomers breken bosbranden uit in de boreale wouden van Oost-Siberië, maar ook andere gebieden hebben onder natuurbranden te lijden.
Volgens Greenpeace Rusland zou uit satellietbeelden blijken dat de Russische overheden -vooral op lokaal niveau- niet altijd de volledige omvang van natuurbranden publiek maken. Een andere factor van onderrapportering is het feit dat veel getroffen gebieden vroeger landbouwgrond waren, maar nu overwoekerd zijn door bos. Wanneer daar brand uitbreekt, geldt dit officieel niet als “bosbrand”.  Bovendien kampen de plaatselijke autoriteiten met een tekort aan materieel en manschappen, en hebben natuurbranden ver buiten “bewoonde zones” een lagere prioriteit.

## Natuurbranden per jaar
Hoewel natuurbranden elk jaar opnieuw uitbreken, krijgen die niet elk jaar een rampzalige omvang.

### Voor 2000
In de erg droge zomer van 1921 blijken grote branden te hebben gewoed in Marische Autonome Oblast in Europees Rusland. De streek was reeds zwaar getroffen door de hongersnood.

### 2010
Eind juli ontstonden in meerdere regio’s enkele grote bosbranden, die tot september bleven branden daar blussen maar moeizaam verliep. Vooral het westen van Rusland is er sterk door getroffen. De branden waren deels het gevolg van de zeer droge en hete zomer van dat jaar.

### 2012
Ook het jaar 2012 was een rampjaar inzake natuurbranden.

### 2015
Van 12 tot 16 april woedde een reeks bosbranden in Zuid-Siberië. In de Republiek Chakassië vielen meer dan 30 doden, en 6.000 mensen raakten dakloos. Verder naar het oosten in Kraj Transbaikal stierven vier mensen in branden bij de stad Tsjita. Ook in Binnen-Mongolië is schade gemeld.
De branden in Chakassië begonnen op 12 april, als gevolg van uit de hand gelopen opruimvuurtjes van landbouwers, die door een plotse harde wind werden aangewakkerd. Los daarvan werden op 13 en 14 april 86 bosbranden gemeld in Kraj Transbaikal. Een daarvan naderde de stad Tsjita, en dreigde daar een munitiedepot. De zichtbaarheid daalde tot 200–300 m, en ooggetuigen beschreven de toestand als een "apocalyps". In de stad hing dagenlang een dikke rook.

### 2018
Na een droog, warm voorjaar waren in de maand mei al meer branden per maand gezien in Oblast Amoer dan om het even welk jaar sinds 2008.
Half juli bleek uit satellietbeelden dat de rook Noord-Amerika had bereikt. In de regio rond Puget Sound waren door de rook “mooie zonsondergangen” te zien. The Siberian Times meldde dat 321.255 hectare verwoest was.

### 2019
In juli startten natuurbranden in moeilijk toegankelijke gebieden in het noorden van Kraj Krasnojarsk, de republiek Jakoetië en Kraj Transbaikal, In totaal ging het om een gebied zo groot als België (3 miljoen hectare, 30.000 km2).  Door de rook van de branden bleef de luchtkwaliteit in grote delen van Siberië slecht, onder meer in de steden Novosibirsk, Krasnoyarsk, Omsk en andere. Het vliegverkeer werd verstoord, en de rook reikte tot in Alaska en de westkust van Canada.

### 2020
Reeds einde april gaven Russische overheden aan bezorgd te zijn over het uitzonderlijk hoge aantal branden, mogelijk mede als gevolg van de quarantainemaatregelen tijdens de coronapandemie, waardoor veel Russen tijdelijk naar de buitengebieden zijn getrokken. Vooral de streek rond het Baikalmeer is getroffen, evenals Oost-Siberië.

### 2021
Bij de branden van deze zomer in Jakoetië zou volgens waarnemers van het Copernicus-programma meer dan tweemaal zoveel CO2 zijn vrijgekomen dan in heel 2020; ook de warmte die de branden afgeven zou vijfmaal zo hoog zijn als het langjarig gemiddelde. Vele brandhaarden liggen langsheen de bottenweg, van Jakoetsk naar de havenstad Magadan. Op last van de overheid werd kunstmatige regen veroorzaakt door een “wolkenprikker”, een speciaal uitgerust Antonov An-26 vrachtvliegtuig. Met technologie uit de Sovjettijd worden wolken bestookt met een chemische cocktail van zilverjodide, vloeibare stikstof en droogijs.
Een ander opmerkelijk fenomeen is dat van de “rokende sneeuw”: in het district Tomponski woedden permanente veenbranden, die zelfs onder het sneeuwdek en bij vriestemperaturen van -50°C bleven smeulen.